# Lettre d'un singe aux animaux de son espèce
La Lettre d'un singe aux animaux de son espèce est un petit essai rédigé par l'écrivain français Nicolas Edme Restif de La Bretonne et publié en 1781.
Cette œuvre replace dans son contexte l'histoire de l'homme noir au XVIIIe siècle c'est-à-dire l'esclavage.